# Côte Chalonnaise

Weinbaugebiet Côte Chalonnaise

Die Côte Chalonnaise ist ein Weinbaugebiet mit etwa 2400 ha Anbaufläche im Département Saône-et-Loire in der Region Burgund in Frankreich. Die Côte Chalonnaise liegt westlich der Stadt Chalon-sur-Saône. Sie schließt bei Chagny südlich an die Côte de Beaune an und erstreckt sich über 35 Kilometer Länge etwa bis nach Tournus, wo das Mâconnais beginnt. Die Rebfläche verteilt sich auf 44 Gemeinden. Sekt wird in respektablen Mengen unter der Appellation Crémant de Bourgogne vermarktet, der hauptsächlich in Rully hergestellt wird, wo die bedeutendsten Schaumwein-Hersteller ihren Sitz haben.

## Boden und Klima
Geologisch besteht die Côte Chalonnaise aus zwei unterschiedlichen Gebieten. Im Norden fallen die Schichten nach Osten zur Ebene der Saône ab, südlich der Bruchzone von Saint-Désert neigen sie sich nach Westen zum Mittelgebirge des Morvan. Der Untergrund besteht aus Formationen des Jura und Trias, durchbrochen von Kalkfelsen, Sandstein und Mergel. Das Relief wird aufgrund zahlreicher Verwerfungen von flachen Hügeln geprägt. Im Nordteil überwiegen Osthänge, im Süden westliche Ausrichtungen.

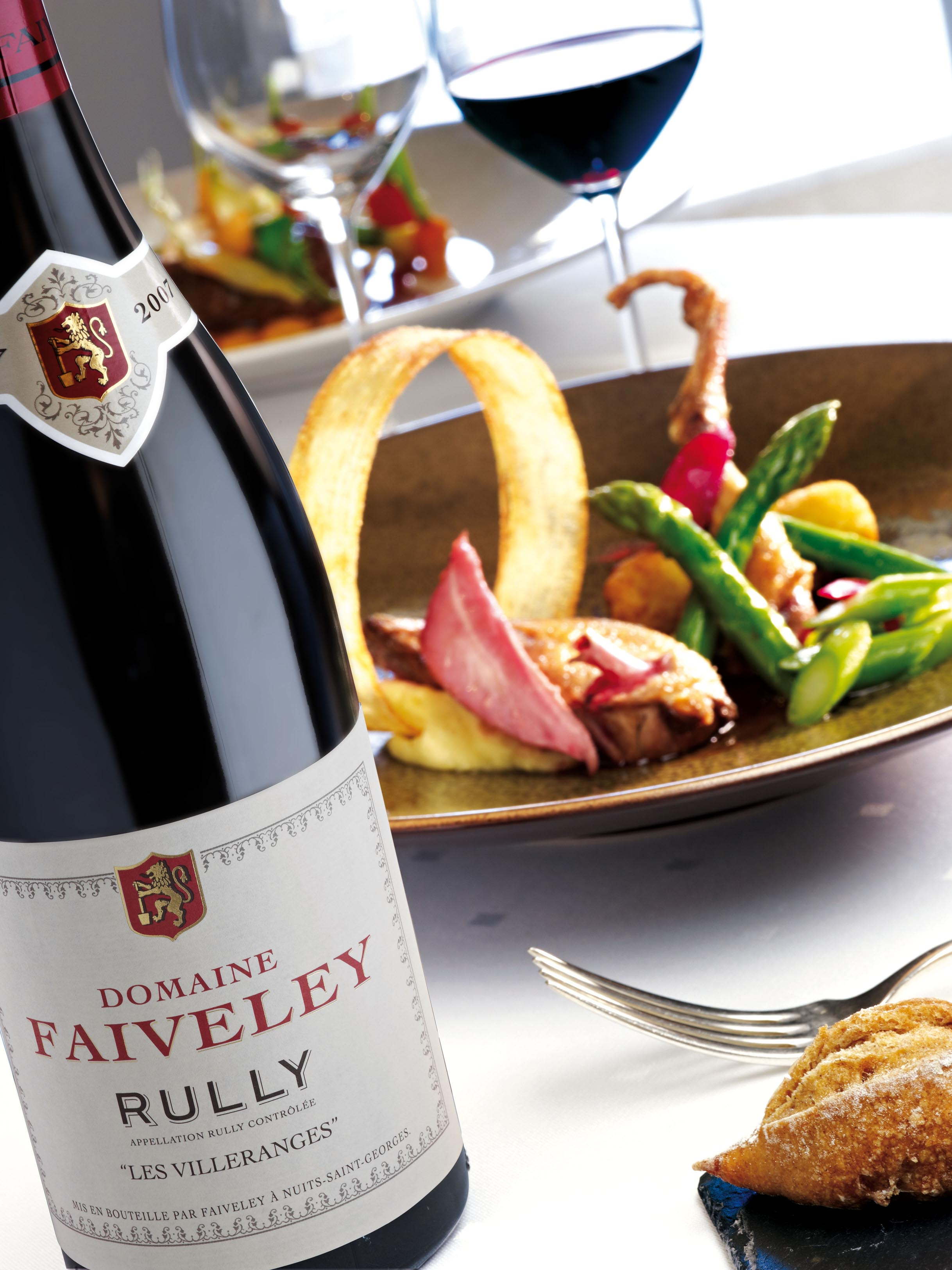
Rully-AOC-Rotwein

Das Klima ist überwiegend kontinental geprägt, ein mediterraner Einfluss ist jedoch umso stärker zu spüren, je weiter man sich nach Süden bewegt. Der westlich gelegene, bis 900 m hohe Morvan schützt die Weinberge vor feuchten Westwinden.

## Rebsorten und Weine
Etwa 75 % der Produktion der Côte Chalonnaise entfällt auf Rotwein. Im Rebsatz überwiegt der Pinot Noir. Daneben werden Pinot Liébault und Gamay angebaut. Besonders gute Bedingungen findet der Pinot Noir auf den braunen Kalkböden um Givry und Mercurey. Weißwein wird überwiegend aus Chardonnay gekeltert. Auf den Mergelböden von Rully im Norden und Montagny im Süden gedeiht er besonders gut. Die höher gelegenen, steilen Hänge von Bouzeron bieten dagegen der Aligoté-Rebe ideale Bedingungen.
Ferner werden Pinot Blanc, Pinot Gris und Melon de Bourgogne angebaut.

## Appellationen und Lagen
Ein Teil der an der Côte Chalonnaise erzeugten Weine wird unter der regionalen Appellation Bourgogne vermarktet. Rotwein, der aus der Gamay-Traube hergestellt wurde, darf nur unter der Appellation Bourgogne Passetoutgrains verkauft werden.

### Bourgogne Côte Chalonnaise
| Appellation                | Rebfläche | Premier Cru | Jahresproduktion            | Rebsorten             |
| -------------------------- | --------- | ----------- | --------------------------- | --------------------- |
| Bourgogne Côte Chalonnaise | 485 ha    |             | 20.464 hl Rot 7.350 hl Weiß | Pinot Noir Chardonnay |
| Bouzeron                   | 53 ha     |             | 2.933 hl Weiß               | Aligoté               |
| Rully                      | 335 ha    | 81 ha       | 11.527 hl Weiß 5.935 hl Rot | Chardonnay Pinot Noir |
| Mercurey                   | 645 ha    | 185 ha      | 24.334 hl Rot 3.673 hl Weiß | Pinot Noir Chardonnay |
| Givry                      | 376 ha    | 66 ha       | 10.709 hl Rot 2.107 hl Weiß | Pinot Noir Chardonnay |
| Montagny                   | 290 ha    | 255 ha      | 17.165 hl Weiß              | Chardonnay            |

Mit dem Ziel einer stärkeren regionalen Differenzierung der Appellation „Bourgogne“ wurden knapp 500 ha besserer Lagen der Côte Chalonnaise ausgewählt, deren Weine seit 1990 die Bezeichnung „Bourgogne Côte Chalonnaise“ führen dürfen. Die Anforderungen an Rebsatz und Reife der Trauben sind die gleichen wie für die regionale Appellation. Für Rotwein sind Pinot Noir, Pinot Liébault und Pinot Beurot (dunkle Spielart des Pinot Gris) zugelassen, Weißwein darf nur aus Chardonnay, Pinot Blanc oder Pinot Gris sein. Der Basisertrag liegt bei 60 hl/ha für Weißwein und 55 hl/ha für Rotwein. Der natürliche Alkoholgehalt muss 10° für Rot- und 10,5° für Weißwein betragen.

### Kommunale Appellationen
Mit Bouzeron, Rully, Mercurey, Givry und Montagny besitzt die Côte Chalonnaise fünf kommunale Appellationen. Ausschließlich für Weißwein gilt die Appellation Montagny, während in Givry und Mercurey der Rotwein klar überwiegt. Der Höchstertrag liegt hier niedriger, das Mindestmostgewicht höher als bei der regionalen Appellation. Eine Besonderheit stellt Bouzeron dar, dessen Wein ausschließlich aus der Aligoté-Traube gekeltert werden darf.

### Premier Crus
Im Gegensatz zur Côte d’Or gibt es an der Côte Chalonnaise keine Grand Crus. Die besten Lagen der kommunalen Appellationen (außer Bouzeron) dürfen jedoch die Bezeichnung Premier Cru führen. Der verlangte natürliche Alkoholgehalt liegt nochmals höher als bei der kommunalen Appellation. Verlangt werden 11° für Rotweine und 11,5° für Weißweine.
Zu den wichtigsten Premiers Crus zählen:
Champs Cloux, Les Cloux (Rully), Clos Saint-Jacques (Chagny), Clos du Roy, Clos l’Evêque, Champs Martin, Clos Voyens, Clos des Grands Voyens (Mercurey), Servoisine, Cellier aux Moines (Givry), Le Vieux Château, Montcuchot und Les Coères (Montagny).

## Geschichte
Die Region um die Stadt Chalon, später Chalon-sur-Saône, war schon zur Römerzeit ein Weinbaugebiet und Weinhandelsplatz. Bei Ausgrabungen hat man in der Saône Tausende von Amphoren gefunden. Der König Heinrich IV. (1533–1610) soll ein großer Freund der Weine aus Givry gewesen sein. Der Hafen von Chalon-sur-Saône spielte für den Weinhandel eine wichtige Rolle.
Die Bezeichnung „Côte Chalonnaise“ hat sich für die Weine dieses Teils des Burgunds erst zu Anfang des 20. Jahrhunderts eingebürgert. Bis zur Einführung der Appellation „Bourgogne Côte Chalonnaise“ im Jahr 1990 entfiel der überwiegende Teil der Produktion auf die regionale Appellation „Bourgogne“.

## Wissenswertes
- Das Haus des Weines, La Maison des Vins de la Côte Chalonnaise, findet man unter der Adresse Promenade Sainte-Marie, F-71100 Chalon-sur-Saône.
- Die Weinbruderschaft Confrérie des Vignerons de la Chanteflûte veranstaltet zweimal im Jahr eine Verkostung der Weine aus der Umgebung von Mercurey, die Chanteflûtage. Dabei prämierte Weine dürfen nummerierte und mit dem Vermerk chanteflûté versehene Etiketten tragen.
- Eine Wein-Messe, die foire des vins findet jährlich Mitte August in Chagny statt und dauert mehrere Tage.